# ドルフィンバレイ
ドルフィンバレイ（旧ヒババレイスキー場：1987年開業）は広島県庄原市比和町越原にあったスキー場。

## 概要
比婆山連峰は立烏帽子山（標高1,225m）の稜線、池ノ段峰の西緩斜面に位置し、雪質は上質。ICSを導入し、県北（備北地域）では最も早くオープンするスキー場のひとつであり、リーズナブルなリフト料金とあいまり、他県からも来場者が多かった。運営会社はスノーリゾート猫山と同じくツネイシホールディングス・常石ポートサービスカンパニー。
開業当初は地元の未確認生物ヒバゴンにちなみヒババレイスキー場という名称であったが、運営する常石ポートサービスの親会社常石造船のリゾート計画「ドルフィンリゾート計画」により、1997年にドルフィンリゾートヒババレイに名称変更された。さらに1998年にはドルフィンバレイと改名した。マスコットキャラクターもヒバゴンからイルカに変更された。しかし「ドルフィンリゾート計画」はその後頓挫し、ドルフィンの名が冠せられたリゾート施設はこのスキー場だけとなってしまった。
2006年3月26日に全営業を終了し2007年度をもって閉鎖された。跡地は農園になる予定。

## シーズン
毎年12月中旬から3月中旬まで滑走可能。

## アクセス
鉄道利用は芸備線の便数の少なさにより、利便性に劣る。来場者の大半は自動車を利用していた。

### 鉄道利用
JR芸備線 備後庄原駅より約29km。タクシーで約40分。

### 自家用車利用
中国自動車道 庄原ICより国道432号→県道255号　 34.0km、約50分
駐車場 合計収容台数 / 1200台 
料金(普通車) / 1,000円

### ツアーバス
旅行会社やバス会社が企画するツアーバスもJR広島駅前より運行されていた。

## コース
「ダスキーコース」「フラッシャーコース」「ヘクターコース」「スピナーコース」「ピールコース」の全5コース。ボードパーク。
全コーススノーボード滑走可。このうちヘクターコースは人工降雪機ICSによりシーズン中は常時滑走が可能であった。

## リフト
最新のリフトではないために、速度がやや遅め。
- ダスキーコース及びフラッシャーコース（上級）
  - 第3リフト 750m（2人乗り）
- ヘクターコース（初・中級）
  - 第1リフト 742m（2人乗り）
  - 第4リフト 550m（2人乗り）
- スピナーコース及びピールコース（初・中級）
  - 第2リフト 722m
- ピールコース（初級）
  - 斜面中腹より第5リフト 290m（2人乗り）